# لوسيوس د. باتل
لوسيوس د. باتل (بالإنجليزية: Lucius D. Battle)‏ هو دبلوماسي أمريكي، ولد في 1 يونيو 1918 في داوسون في الولايات المتحدة، وتوفي في 13 مايو 2008 في واشنطن العاصمة في الولايات المتحدة.

## وصلات خارجية
- لوسيوس د. باتل على موقع إن إن دي بي (الإنجليزية)